# 관화
관화(중국어 간체자: 官话, 정체자: 官話, 병음: Guānhuà)는 중국어의 방언 중 하나이다. 남부 지역 방언과 대비시켜 북방어(北方語) 또는 북방화(중국어 간체자: 北方话, 정체자: 北方話, 병음: Běifānghuà)라고도 하는데, 이 경우 좁은 의미로는 북경관화만을 가리키기도 한다. 서양에서는 보통 만다린(Mandarin)이라고 하는 만주식 중국어로 청을 건국한 만주족이 중국인을 통치하기 위해서 사용한 만주식 중국어 방언이 기원으로 청나라 대부터 행정기관의 표준 언어로 사용되었다. 근대에 와서 관화 중 특히 북경관화의 베이징 방언이 표준 중국어의 기반이 되어 오늘날 중국 전역에서 널리 사용되고 있다.

## 하위 방언
《중국언어지도집》(1987)에서는 관화를 대분류로 보고 세부적으로 8개의 방언을 구분하였다.
- 동북관화(東北官話)
- 북경관화(北京官話)
- 기로관화(冀魯官話)
- 교료관화(膠遼官話)
- 중원관화(中原官話)
- 난은관화(蘭銀官話)
- 강회관화(江淮官話)
- 서남관화(西南官話)

진어는 독립적인 중국어 방언으로 간주되기도 하고 관화의 일종으로 분류되기도 한다.

## 같이 보기
- 모어 화자 수순 언어 목록
- 중국어
- 중국어의 외래어 음역
- 표준 중국어(보통화)
- 한자사전